# Aeroportul Tabora
Aeroportul Tabora (IATA: TBO, ICAO: HTTB) este un aeroport din Regiunea Tabora, Tanzania. Aeroportul a fost tranzitat în decembrie 2017 de 1.742 de pasageri.
Situat la o altitudine de 1.179 m, aeroportul dispune de o singură pistă. Este operat de Tanzania Airports Authority⁠(d).